# Torre de Mengíbar
La torre de Mengíbar es la torre del homenaje del antiguo castillo de Mengíbar, en la provincia de Jaén, siendo lo único que se ha conservado de dicho castillo. Se sitúa en el casco antiguo de la localidad y está protegida como Bien de interés cultural. Fue restaurada en el año 1982.

## Descripción
La torre posee unas medidas de 13,70 metros de lado y de base cuadrada. Hasta el parapeto de la terraza medía 25,50 metros de altura. Su entrada da hacia el este. Por ella se accede a una habitación cuadrada cubierta con bóveda vaída de ladrillo. Un poco desviado del centro, en el suelo, se abre un pozo de agua del aljibe de forma circular, excavado en la roca.
Por una escalera empotrada en los muros norte y oeste se accede a la primera planta que encierra una habitación cuadrada de 7,45 metros de lado. Se cubre con una bóveda de ladrillos iguales, ligeramente apuntada, que apoyan sus perfiles en dos arcos apuntados, de piedra y ladrillo. Estos se estriban en los muros norte y sur. La luz se recibe de saeteras abiertas en el centro de cada muro. Empotrada en el muro sur asciende la escalera que va a la segunda planta. Es idéntica en disposición a la primera, si bien los arcos se apoyan en los muros este y oeste. En el muro este hay un balcón, antes amatacanado, que cuidaba la entrada de la torre que queda en su vertical. A dicho balcón se accedía por dos estrechos pasillos adintelados que presentan falso arco de ladrillo apuntado en el interior. Desde la segunda planta se accede a la terraza por una escalera empotrada en el muro oeste.
En el suelo de la primera planta, cerca de los rincones, empotrados en el suelo, hay cuatro grandes tinajas cerámicas de 1,20 metros de profundidad. Están metidas en el espesor de la bóveda subyacente, que es la cubierta de la planta baja. En la segunda planta hay otras cuatro tinajas, de menor tamaño que las anteriores. Todas ellas sirvieron para almacenar granos o líquidos. 
En las esquinas de la terraza de la torre persisten canes que sostenían balcones amatacanados.

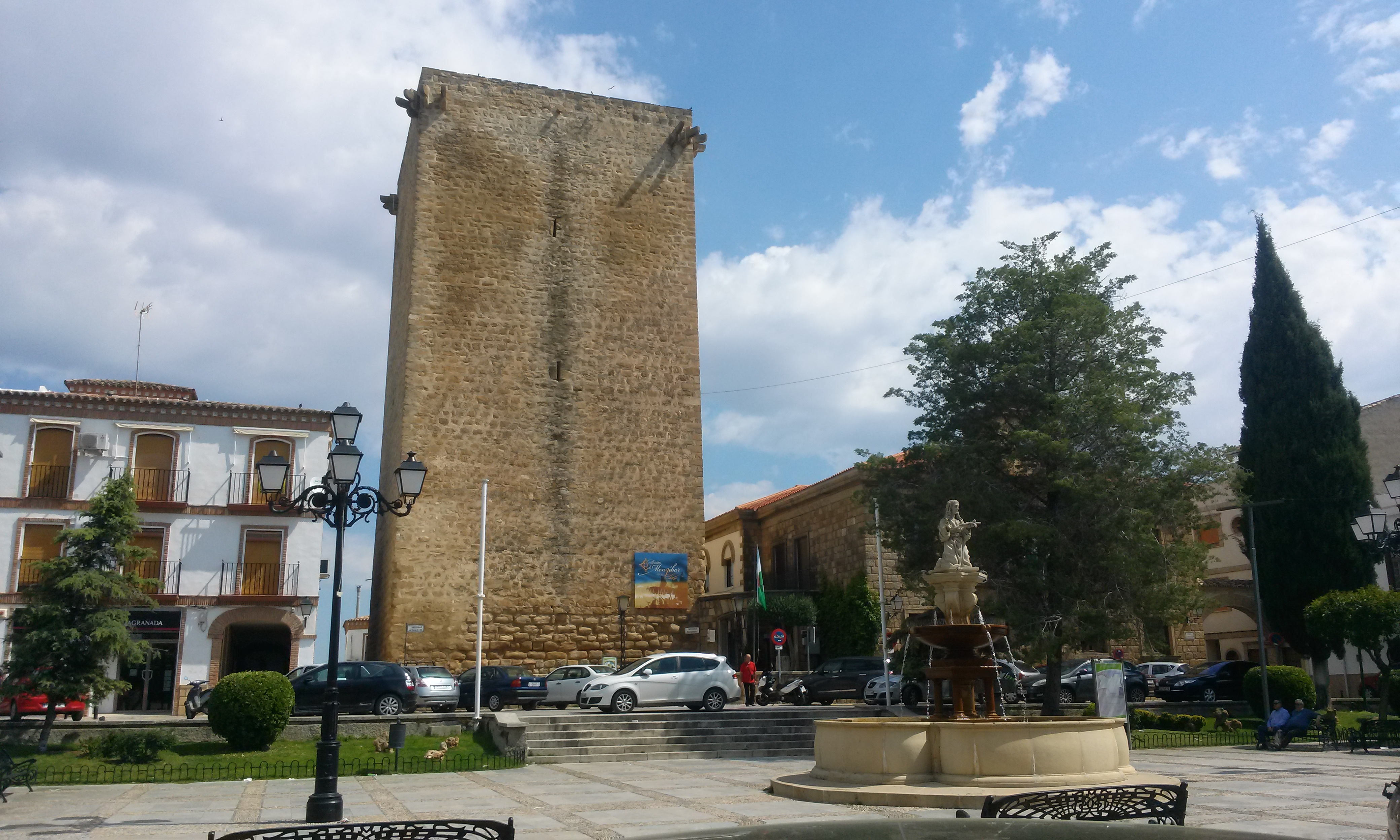
Plaza de la Constitución y Torre de Mengíbar.